# Somssich család
A saárdi nemes és gróf Somssich család egy horvát eredetű magyar főnemesi család.

## Története
A család ősei a mai Horvátország területéről, Kőrös és Varasd vármegye vidékéről a XVII. század végén költöztek Zala vármegyébe. Ott már köztisztségeket viseltek. Miklósnak, Csáktornya várkapitányának fiai, Pongrác, Péter és Mátyás, 1716. február 4-én nemesi címerújítást kaptak III. Károlytól. Somssich Pongrác (†1713) zalai főadószedő fia, Somssich Antal (1698-1779) emelte magasra a család nevét. 1752-ben királyi adományként Somogysárdot kapta, erről a faluról vette előnevét is. Ezt követően Somogy vármegye alispánja, majd az udvari kancellária tanácsosa lett. Az első feleségét, lukafalvi Zarka Apolloniát (†1734), lukafalvi Zarka István és Gyely Mária lányát 1729-ben vette el. Halála után a második neje niczki Niczky Borbála (†1765), Niczky Gergely és jobbágyi Gaiger Mária lánya lett.

## A család főnemesi ága

### Somssich János ága
Somssich Antal fiai, ifjabb Somssich Antal és Somssich József, a család két főnemesi ágának lettek a megalapítói. Az ifj Somssich Antal (1742-?) és második feleségétől vizeki Tallián Mária Jozefától származó ágából Somssich János (1784-1861) Schwarzenberg ulánus ezred kapitánya 1812. december 11-én I. Ferenc magyar királytól bárói címet, majd 1813. április 9-én grófi címet kapott. Somssich János feleségül vette az előkelő Aloisia Hirsch von Sternberg (1789-1837) bárónőt és tőle született két fiúgyermeke. Az egyik gróf Somssich Adolf (1808-1869), akinek a neje Mária Sauska de Somberek (1813-1849) lett. Unokájuk, gróf Somssich József (1864 – 1941) politikus, császári és királyi kamarás, diplomata, magyar királyi külügyminiszter, vatikáni magyar nagykövet volt. József öccse, gróf Somssich Géza (1866-1929) feleségül vette gróf magyarszögényi Szögyény Máriát (1877-1865). Ilyen módon, gyermekük gróf Somssich Béla, a Szőgyény-Marich család kihalt grófi ágának leányági leszármazója, 1940-ben grófi címét és előnevét épségben tartva a Szőgyény nevet vette fel. Ezt a nevet azonban 1972-ben Szőgyény-Somssichra változtatta.

### Somssich Pongrác ága
Az ifj. Somssich Antal fivérétől, Somssich József (1748-1805) és neje ürményi Ürményi Mária (1757-1840) ágából származó Somssich Pongrác (1788-1849) főispán, alnádor, 1845. május 3-án grófi címet szerzett V. Ferdinánd magyar királytól. Korábban, 1831. július 8-án I. Ferenc magyar király vásártartás engedélyezést és mezőváros kiváltságokat adományozott neki a Somogy vármegyei Mike nevű településére. Feleségül vette 1809. június 12.-én a Pest Belvárosi plébánián gróf zicsi és vázsonykői Zichy Julianna (1791–1849) kisasszonyt, gróf Zichy József lányát. Az egyik gyermekük gróf Somssich József (1812–1894) festőművész, politikus, császári és királyi kamarás, nemzetőrségi őrnagy volt.

## A család köznemesi ága
Somssich József (1748-1805) és neje ürményi Ürményi Mária (1757-1840) gyermeke, Somssich Miklós (1784-1870) Somogy vármegye alispánja, öccse Pongrác ellentétben, nem lépett fel a főnemesi rangra, köznemesként maradt és ezzel ennek az ágnak az alapítója lett. Somssich Miklós feleségül vette kajdácsi Kajdacsy Jozefa (1789-1860) kisasszonyt, kajdácsi Kajdácsy Ferenc (1733-1798), Tolna vármegye alispánja, követe, és Cséfalvay Judit lányát. Somssich Miklós és Kajdácsy Jozefa házasságából született saárdi Somssich Pál (1811-1888) politikus, a képviselőház elnöke.
Somssich Pál agglegényként hunyt el, és testvére Somssich Lőrinc (1819-1894), volt aki tovább vitte a családot. Somssich Lőrinc és neje, Koin Mária (1825-1847), egyetlen fiúgyermeke saárdi Somssich Andor (1844-1927) országgyűlési képviselő volt. Somssich Andor 1868. május 11-én feleségül vette Bükkösdön kisjeszeni Jeszenszky Zsuzsannát (1852-1891), kisjeszeni Jeszenszky Ferenc (1822-1891) királyi tanácsos, Baranya vármegye alispánjának a lányát. E házasságból négy lány és egy fiú született: Somssich Mária (1869-1918) nagyszigethi Szily Tamás (1866-1929) felesége, vései Véssey Lajosné Somssich Ágota, bocsári Svastics Aladárné Somssich Ilona, Somssich Jolán (1874-1949), felsőpataki Bosnyák Géza felesége  és Somssich Miklós (1876-?), akinek az unokáiban kihalt a család köznemesi ága.

## Címere
Kempelen Béla szerint:
Czímer: kék mezőben zöld földön koronán álló kétfarku arany oroszlány, jobbjában három ezüsthegyü és tollu arany nyilat tart lefelé forditva; sisakdisz: az oroszlán növekvően; takarók: vörös-ezüst, kék-arany.

## Jelentősebb családtagok
- Somssich József (1812–1894) festőművész, politikus, császári és királyi kamarás, nemzetőrségi őrnagy
- Somssich József (1864–1941) politikus, diplomata, magyar királyi külügyminiszter, vatikáni magyar nagykövet
- Somssich László (1874–1956) mezőgazdász, az Országos Magyar Gazdasági Egyesület elnöke, a Magyar Nemzeti Bank főtanácsosa
- Somssich Miklós (1784–1870) reformkori politikus, Somogy vármegye alispánja
- Somssich Pál (1811–1888) politikus, a képviselőház elnöke
- Somssich Pongrác (1788–1849) alnádor, királyi személynök, Baranya vármegye főispánja, at MTA igazgatósági tagja